# Danske mesterskaber i atletik 1907
Danske mesterskaber i atletik 1907 var det 14. danske mesterskab i atletik. Mesterskabet var det første under DIF og det første som ikke var åbent for udenlandske deltagere.
| Disciplin      | Guld                                        | Sølv                            | Bronze                                 |
| -------------- | ------------------------------------------- | ------------------------------- | -------------------------------------- |
| 100 meter      | Axel Petersen Freja København 11,0          | Johannes Svendsen OGF 11,4      | Carl Georg Christensen Københavns FF ? |
| ¼ mile         | Carl Jørgensen Københavns FF 56,4           | Georg Bank OGF ?                | Th. Christiansen Aarhus 1900 ?         |
| 1 mile         | William Petersen Københavns FF 5,05,0       | Peter Hansen OGF 5,09,0         | Kjeld Nielsen Ben Hur ?                |
| 1 dansk mil    | Kjeld Nielsen Ben Hur 26,03,0               | Vilhelm Petersen AIK 95 25,17,0 | V. Klinz IF Sparta 25,34,0             |
| 120 yards hæk  | Georg Bank OGF 16,4                         | Hans Jacob Errboe OGF 17,6      |                                        |
| Højdespring    | Frederik Jensen OGF 1,65                    | Svend Fogh Silkeborg IF 1,60    | Georg Bank OGF 1,55                    |
| Stangspring    | Robert Madsen Københavns FF 2,70            | Frederik Jensen OGF 2,70        | ?. Kondrup OGF ?                       |
| Længdespring   | Th. Christiansen Aarhus 1900 6,33           | Johannes Svendsen OGF 6,28 .    | Frederik Jensen OGF 6,22               |
| Diskoskast     | Vigand Møller OGF 33,50                     | J. P. Holm Århus 1900 31,38     | Moritz Rasmussen Københavns FF 31,35   |
| Hammerkast     | Moritz Rasmussen Københavns FF 32,69        |                                 |                                        |
| Spydkast       | Anker Christensen IF Sparta 36,60           |                                 |                                        |
| 15km cross     | Kjeld Nielsen Ben Hur 1,14,28               |                                 |                                        |
| Femkamp        | Stefan Rasmussen Freja                      |                                 |                                        |
| Tikamp         | Jørgen Kornerup-Bang Københavns FF 4144,00  |                                 |                                        |
| 1 mile kapgang | Charles Westergaard Silkeborg Fremad 7,26,0 |                                 |                                        |
| 10km kapgang   | Valdemar Ljungdahl Københavns FF 38,30,0    |                                 |                                        |
| 50km kapgang   | Carl Møller IF Sparta 3,50,00,0             |                                 |                                        |
Kilder: 
- DAF i tal
- Dansk Sportsleksikon udgivet i samarbejde med Dansk Idræts-Forbund. Redaktion Axel Lundqvist Andersen og Jørgen Budtz-Jørgensen. Bind 1 og 2. Standard-forlaget 1944

| Atletik | Spire Denne artikel om atletik er en spire som bør udbygges. Du er velkommen til at hjælpe Wikipedia ved at udvide den. |